# Grue en papier
Pour les articles homonymes, voir grue.

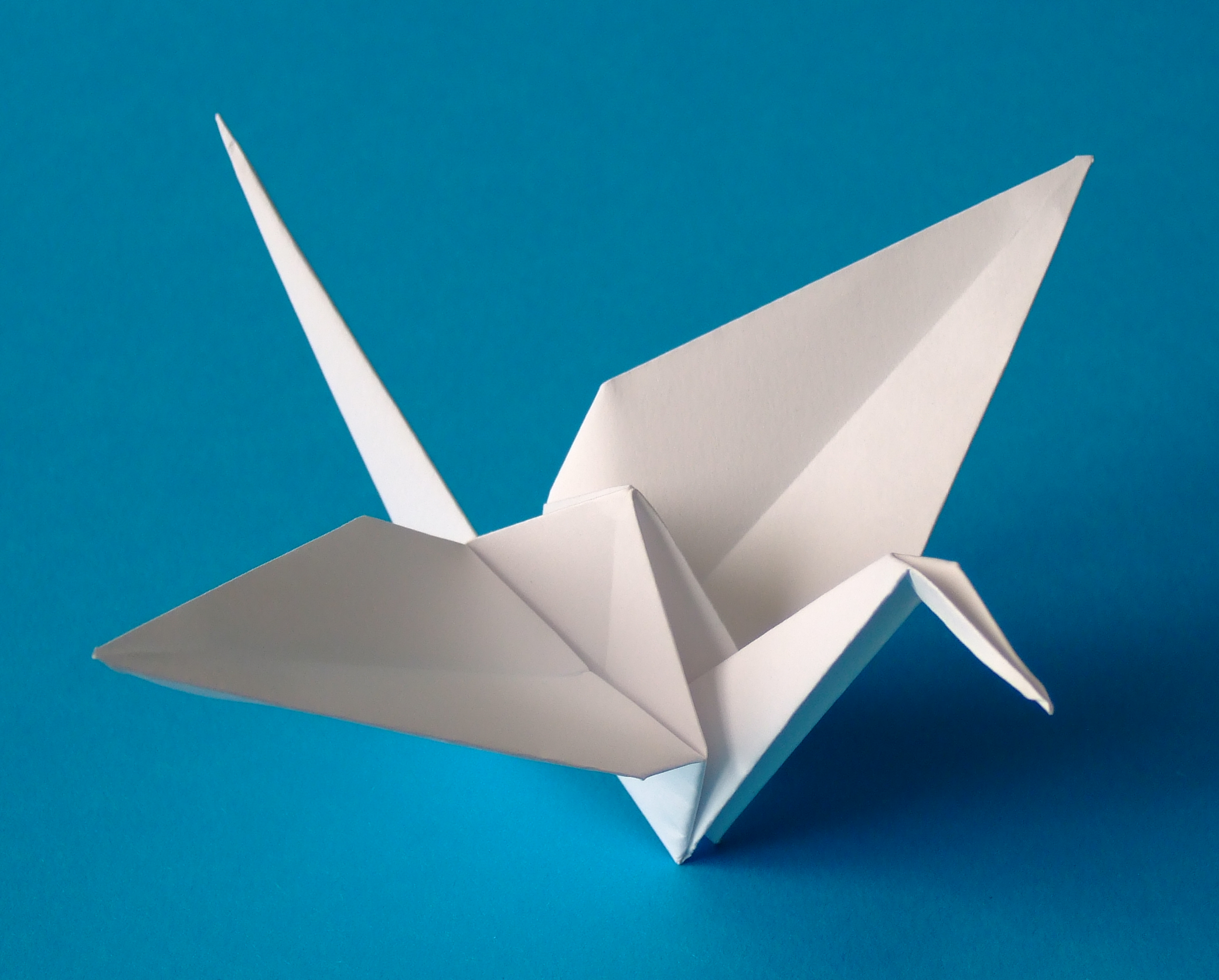
Une grue en papier.

La grue en papier (折鶴, orizuru) est un origami traditionnel représentant une grue. Comme la cocotte en papier en Europe, la grue en papier est une figure emblématique au Japon, où elle est au centre de la légende des mille grues.
Facile à réaliser, la grue fait partie des pliages d'initiation à l'origami présents dans les ouvrages d'apprentissage. 

## Pliage de la grue

Diagramme du pliage de la grue codifié selon le Système Yoshizawa–Randlett.

Le pliage de la grue se fait avec une feuille de papier de format carré, à partir de la base de l'oiseau. Les pointes inférieures sont repliées afin de former la tête et la queue, tandis que les pointes supérieures deviennent les ailes.  

## Influence
Dans les années 2010, l'art du pliage de la grue a inspiré l'artiste plasticienne française Mademoiselle Maurice, au travers d'œuvres diverses, principalement exposées dans la rue dans le cadre de l'art urbain.